# Broken Trail
Pour plus de détails, voir Fiche technique et Distribution.
Broken Trail est un téléfilm en deux parties réalisé par Walter Hill, diffusé en 2006. Écrite par Alan Geoffrion, qui écrivit aussi le roman, l'histoire est celle d'un cowboy vieillissant et de son neveu qui emmène 500 chevaux de l'Oregon au Wyoming pour les vendre à l'armée britannique. Sur leur route, leur voyage devient plus difficile lorsqu'ils sauvent 5 filles Han d'un vendeur d'esclaves les destinant à la prostitution et à la servitude. Ils continuent leur voyage dangereux poursuivi par un groupe de tueurs envoyés par la femme gérant la maison close à laquelle les filles étaient destinées.
Broken Trail lie deux évènements historiques : l'armée britannique achetant des chevaux dans l'ouest américain à la fin du XIXe siècle et les femmes chinoises déplacées sur la Côte Ouest des États-Unis vers l'intérieur pour être prostituées. Filmé dans divers endroits de Calgary (Alberta), Broken Trail a été diffusé sur AMC comme premier film original. Broken Trail a reçu quatre Emmy Awards pour meilleure mini-série, meilleure distribution pour une mini-série ou un film, meilleur acteur dans une mini-série ou un film (Robert Duvall) et meilleur second rôle dans une mini-série ou un film (Thomas Haden Church).

## Fiche technique
Sauf indication contraire, les informations mentionnées dans cette section peuvent être confirmées par la base de données cinématographiques IMDb,  présente dans la section « Liens externes ».
- Titre original : Daughters of Joy
- Titre de travail : Broken Trail
- Réalisation : Walter Hill
- Scénario : Alan Geoffrion
- Direction artistique : Bill Ives
- Décors : Ken Rempel
- Costumes : Wendy Partridge
- Photographie : Lloyd Ahern II
- Montage : Freeman A. Davies et Phil Norden
- Musique : Van Dyke Parks et David Mansfield
- Production : Michael Frislev, Damian Ganczewski, Alan Geoffrion, Walter Hill, Chad Oakes et Ronald Parker

Producteurs délégués : Stanley M. Brooks, Rob Carliner, Robert Duvall
- Sociétés de production : AMC, Butcher's Run Films, One Upon a Time Films, avec la participation du Canadian Film or Video Production Tax Credit, Alberta Foundation for the Arts et Alberta Film and Television Tax Credit
- Sociétés de distribution : AMC (TV, États-Unis), Sony Pictures Home Entertainment (DVD, États-Unis)
- Budget : n/a
- Pays d'origine :  États-Unis,  Canada
- Langue originale : anglais
- Format : couleur - 1.78:1 - 35 mm
- Genre : western
- Durée : 184 minutes
- Dates de sortie[5] :
  -  États-Unis : 24 juin 2006 (diffusion 1re partie sur AMC)
  -  États-Unis : 25 juin 2006 (diffusion 2e partie sur AMC)
  -  France : 5 septembre 2006 (DVD)

## Distribution
- Robert Duvall : Prentice "Prent" Ritter
- Thomas Haden Church : Tom Harte
- Philip Granger : Chuck Hyde
- Greta Scacchi :  Nola Johns
- Chris Mulkey : Ed "Big Ears" Bywaters
- Rusty Schwimmer : Kate "Big Rump Kate" Becker
- Gwendoline Yeo : Sun Fu